# Mai Kadowaki
Mai Kadowaki (japanisch 門脇 真依 Kadowaki Mai; * 22. April 2001 in Hyōgo) ist eine japanische Fußballspielerin, die seit Januar 2025 bei RB Leipzig unter Vertrag steht.

## Karriere
An der Tōyō-Universität eingeschrieben, spielte Kadowaki in der Liga des Universitätenverbundes um die Frauenfußball-Meisterschaft, zuletzt in der Spielzeit 2023, in der ihre Mannschaft die 32. All Japan University Women's Football Championship (gemeinsam mit der Teikyo-Heisei-Universität) auf Platz 3 beendete.
Am 4. August 2023 wurde ihre Verpflichtung vom schwedischen Erstligisten FC Rosengård bekannt; sie erhielt einen bis Spielzeitende 2025 datierten Vertrag um das Team als Mittelstürmerin zu verstärken. In der Spielzeit 2023 bestritt sie acht Punktspiele, in denen sie zwei Tore erzielte. Ihr Debüt gab sie am 1. September 2023 (18. Spieltag) bei der 0:1-Niederlagage im Auswärtsspiel gegen den Piteå IF mit Einwechslung für Olivia Holdt in der 72. Minute. Ihr erstes Tor erzielte sie am 2. Oktober 2023 (21. Spieltag) beim 1:1-Unentschieden im Auswärtsspiel gegen den Liganeuling Växjö DFF mit dem Treffer zum 1:0 in der 39. Minute. In der Folgespielzeit wurde sie 25 Mal eingesetzt, erzielte zwölf Tore – davon zwei am 31. August 2024 (17. Spieltag) beim 5:1-Sieg im Auswärtsspiel gegen den AIK Solna mit den Treffern zum 2:0 und 3:0 in der 19. und 34. Minute – und errang am Ende der Spielzeit die Meisterschaft. Mit der vorzeitigen Auflösung ihres Vertrages, dem der Verein zustimmte, verließ sie den FC Rosengård.
Nach Deutschland gelangt, vom Bundesligisten RB Leipzig verpflichtet und mit einem bis zum 30. Juni 2028 datierten Vertrag an den Verein gebunden, gab sie am 2. Februar 2025 (13. Spieltag) bei der 0:1-Niederlage gegen den amtierenden Meister FC Bayern München mit Einwechslung für Vanessa Fudalla zur zweiten Spielzeit ihr Pflichtspiel- und Bundesligadebüt.

## Erfolge
- Schwedischer Meister 2024